# Northern (Fiji)
Northern (Fijisch-Hindoestani: Uttar vibhaag) is een van de vier divisies van Fiji. Het is 6.199 km² groot en heeft 130.607 inwoners (2007). De hoofdstad is Labasa.
Northern beslaat het eiland Vanua Levu plus de overige eilanden van deze groep. De divisie is onderverdeeld in drie provincies: Bua, Cakaudrove en Macuata.
Divisies: Central · Eastern · Northern · Western

Provincies: Ba · Bua · Cakaudrove · Kadavu · Lau · Lomaiviti · Macuata · Nadroga-Navosa · Namosi · Naitasiri · Ra · Rewa · Serua · Tailevu

Dependency: Rotuma